# Mercado interno
Um mercado interno, na economia, é um mercado que opera dentro de limites demarcados, e que por sua vez está rodeado por um mercado maior. O caso mais habitual é constituído por um mercado nacional contrastado com o comércio internacional.[carece de fontes?]

## União Europeia
Quando se fala em mercado interno se vê nas atividades econômicas que existem em certos períodos, como a expansão territorial e seus conflitos e na pecuária onde foi o motivo pela expansão e também desempenhou papel importante na economia colonial. O mercado único da União Europeia é uma espécie de mercado interno onde os bens, serviços, capitais e pessoas circulam livremente, como se fosse um só país. Nele os cidadãos europeus podem viver, trabalhar, estudar ou fazer negócios livremente.[carece de fontes?]
Desde a sua criação, em 1993, o mercado único libertou os cidadãos europeus de uma série de restrições e obstáculos ao tornar-se mais aberto à concorrência, livre circulação de mercadorias, de pessoas, de serviços e de capitais entre os Estados-membros, beneficiando os cidadãos.
A União Europeia tem por objectivo simplificar ainda mais as regulamentações comerciais do mercado único.